# Ray Tomlinson
Raymond Samuel Tomlinson (Amsterdam, 23 aprile 1941 – Lincoln, 5 marzo 2016) è stato un programmatore statunitense, inventore della posta elettronica nel 1971.
Impegnato nello sviluppo di ARPANET, la rete del dipartimento di difesa statunitense antesignana di Internet, ha implementato il primo sistema di posta elettronica per comunicare tra i diversi terminali collegati a suddetta rete. Viene spesso riportato che il primo messaggio da lui inviato, e quindi la prima mail inviata nella storia, fosse la stringa "QWERTYUIOP", ma lo stesso Tomlinson ha sminuito tale affermazione: si trattava comunque di una stringa di testo simile, tutta in maiuscolo, dall'analogo contenuto insignificante, motivo per cui ne ha perfino dimenticato il contenuto.
Scelse il simbolo @ per collegare username e indirizzo email di destinazione.

## Biografia
Ottenuto il bachelor's degree presso il Rensselaer Polytechnic Institute di New York, nel 1963 entrò al MIT per specializzarsi in ingegneria elettronica laureandosi nel 1965.
Nel 1967 entra alla BBN Technologies che collabora alla realizzazione di ARPANET: Tomlinson sviluppa il progetto di trasferimento di file denominato CPYNET,  Implementando il quale riuscì a progettare il sistema di posta elettronica.
Il suo ultimo impiego è presso la Raytheon, azienda di elettronica e tecnologie militari
Numerosi i premi ricevuti per l'importanza del suo lavoro nella crescita di internet. Nel 2012 è stato inserito dalla Internet Society nella Internet Hall of Fame.